# Polyscias bisattenuata
Polyscias bisattenuata är en araliaväxtart som först beskrevs av Earl Edward Sherff, och fick sitt nu gällande namn av Lowry och G.M.Plunkett. Polyscias bisattenuata ingår i släktet Polyscias och familjen Araliaceae. Inga underarter finns listade.